# 야전주교
야전주교(핀란드어: Kenttäpiispa 켄태피스파[*], 스웨덴어: Fältbiskop)는 핀란드 방위군의 계급이자 보직이다. 방위군의 루터교 및 정교회 군종장교들을 통솔하며, 그 계급은 준장에 준한다. 1941년 리스토 뤼티 대통령이 설치했다.
이름은 주교라고 하지만 진짜 주교가 아니며, 교종에게 서임을 받을 수 없고 일반 주교로 봉직할 수도 없다. 야전주교의 관할구라고 할 수 있는 핀란드군은 하나의 교구가 아니며, 군종장교들은 각자 주둔지의 교구에 속한다.

## 역대 야전주교
- 요한네스 비외르클룬드 1941-1956
- 토이보 라이티넨 1956-1969
- 위리외 맛사 1969-1978
- 빌료 레메스 1978-1986
- 요르마 라울라야 1986-1995
- 한누 니스카넨 1995-2012
- 페카 새르키외 2012-2023
- 페카 아시카이넨 2023-

## 표장

금장
견장

## 같이 보기
- 핀란드 복음루터교회
- 핀란드 방위군